# Саке
Саке́ (яп. 酒) — японська рисова настоянка, натуральний алкогольний напій, що отримується внаслідок бродіння. Класифікується в загальній категорії разом із вином та пивом. Міцність не перевищує 16-ти градусів.

## Історія
Виробництво саке в Японії налагодилось приблизно в III сторіччі до н. е. — за деякий час після введення в країні культури вирощування рису. Перша письмова згадка про вживання рисового вина датується 300 рр. н. е. Більше 2000 років саке грає центральну роль в житті та культурі японського народу, протягом цього часу розвивалась і майстерність виробництва саке в кожному регіоні країни.

## Виробництво

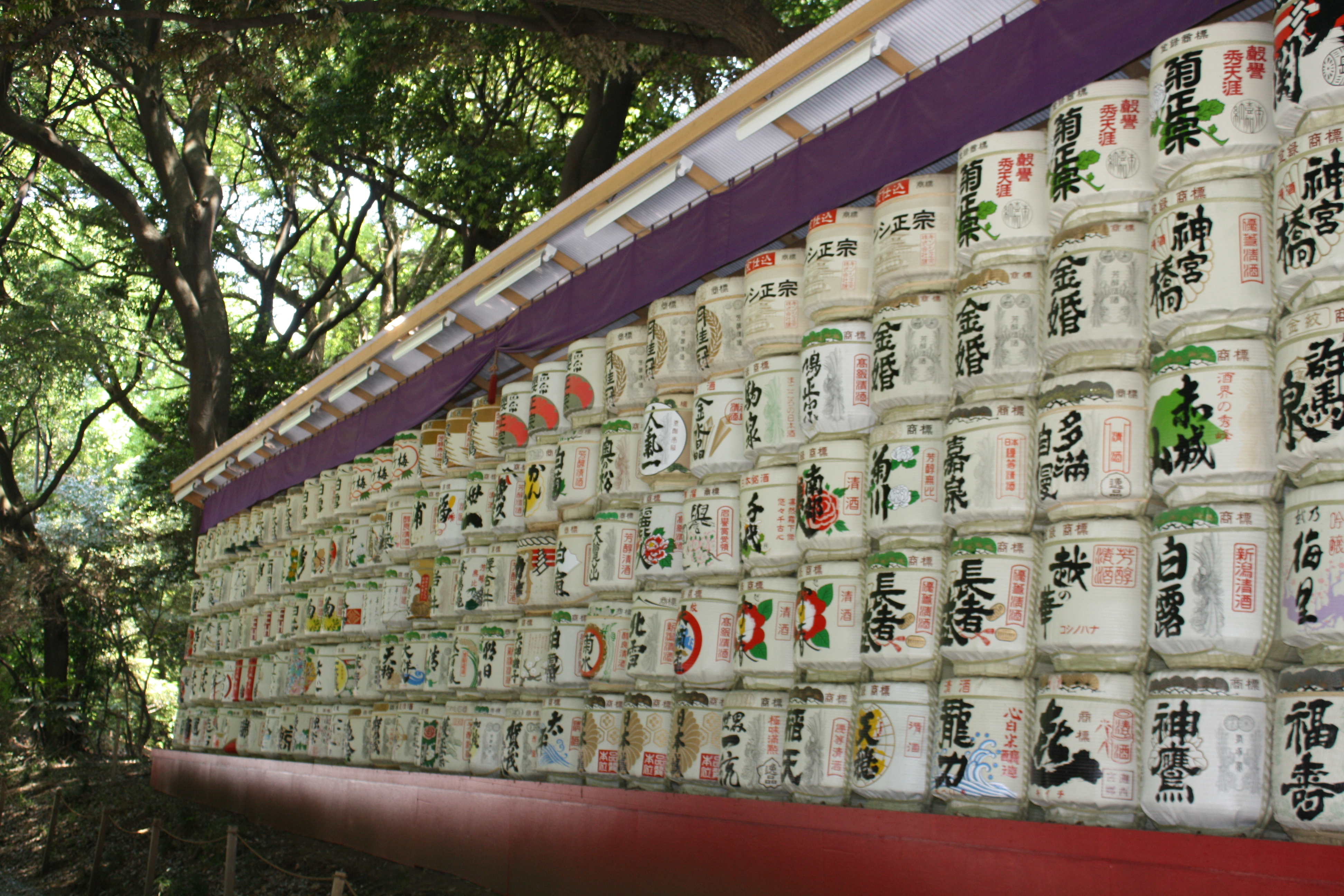
Бочки з саке

При виробництві саке не використовують нічого, окрім рисової закваски, сухого рису та води з мінімальним вмістом заліза та магнію. Суміш цих продуктів бродить в чанах близько 20 днів. Зброджування відбувається за допомогою грибка Aspergillus oryzae, який ферментує крохмаль, що міститься у рисовому зерні, до цукрів та дріжджів, які зброджують цукри до етилового спирту. Після бродіння брагу відтискають, фільтрують та розливають в пляшки та діжки. Сухий залишок іде на маринади для овочів. Щоб отримати високоякісний напій, потрібно в процесі приготування використовувати лише відбірний рис. Найціннішим вважається сорт заходу сонця, що вирощується спеціально для виробництва саке. Вино, виготовлене з цього сорту рису, має високу репутацію та славиться своїми властивостями та якістю.
Сьогодні існує більше 3000 виробників цього напою. Вважається, що найкраще саке роблять в центральній Японії, в префектурах Хього та Кіото, хоча кожна місцевість славиться своїм особливим сортом рисового вина. У справжньому саке, згідно з традиційними японськими поглядами, мають гармонійно поєднуватися чотири смаки: солодкий, гіркий, кислий та терпкий. Саке відтінює смак продуктів і одночасно пом'якшує сильний смак м'яса та морепродуктів. Внаслідок цього саке широко вживається як приправа для приготування як японських, так і європейських страв, він відкриває нові смакові поєднання.

## Пиття
Японці п'ють саке холодним і підігрітим, залежно від пори року, типу напою та стилю вживання. Японська мова містить спеціальні слова для рисового вина з різною температурою. Підігрітий саке називається кап. В ресторанах кап подають в керамічних пляшечках токкурі, шийка якої може бути нагріта настільки, що до неї неможливо доторкнутися.
Саке часто асоціюється з релігійними святами та ритуалами, оскільки спочатку в Давній Японії виробництво та вживання рисового вина обмежувалось імператорським замком та храмами. Сьогодні також жодна традиційна церемонія в Японії не обходиться без цього національного напою.
Назва холодного саке — шуа. Його особливість — свіжий фруктовий смак, тому найчастіше шуа вживають у спеку. На урочистих заходах національний рисовий напій, приправлений травами та прикрашений пелюстками квіток, подають в декоративно оформлених порцелянових чи дерев'яних чашечках. Традиція наказує, піднімаючи чарку саке, обіймати її долонею так, щоб вільним залишалася лише маленька ділянка, яку прикладають до губ.

## Види
Залежно від смаку, кольору, запаху розрізняють декілька типів саке:
- солодкуватий саке з фруктовим, квітковим ароматом;
- напівсухий саке зі свіжим смаком;
- саке з легким м'ятним запахом та багатим м'яким смаком;
- пряний саке світло-золотого кольору, що має смак горіха з запахом хересу.